# Giro d’Italia 2024/12. Etappe
Die 12. Etappe des Giro d’Italia 2024 fand am 16. Mai 2024 statt. Sie führte die 107. Austragung des italienischen Etappenrennens über zahlreiche, kurze Anstiege weiter in Richtung Norden. Der Start erfolgte in Martinsicuro, ehe die 193 Kilometer lange Etappe in Fano zu Ende ging. Nach der Etappe hatten die Fahrer insgesamt 1963,6 Kilometer zurückgelegt, was 59,19 % der Gesamtdistanz entspricht. Die Organisatoren der Rundfahrt bewerteten die Schwierigkeit der Etappe mit drei von fünf Sternen.
Den Etappensieg sicherte sich der Franzose Julian Alaphilippe (Soudal Quick-Step), der sich rund 125 Kilometer vor dem Ziel gemeinsam mit Mirco Maestri (Team Polti Kometa) von der Ausreißergruppe absetzte. Die Entscheidung fiel im Schlussanstieg rund zehn Kilometer vor dem Ziel, als sich Julian Alaphilippe von seinem Begleiter absetzte. Die Plätze zwei und drei gingen an Jhonatan Narváez (Ineos Grenadiers) bzw. Quinten Hermans (Alpecin-Deceuninck) mit rund 30 Sekunden Rückstand. Tadej Pogačar (UAE Team Emirates) verteidigte die Maglia Rosa.

## Streckenverlauf
Der neutralisierte Start erfolgte in Martinsicuro auf der Lungomare Europa in der Nähe des Museo del mare e della pesca. Bereits nach 1600 Metern wurde das Rennen auf der Via Roma freigegeben.
Die ersten 50 Kilometer verliefen entlang der adriatischen Küste auf flachen Straßen, wobei San Benedetto del Tronto, Grottammare, Pedaso, Porto San Giorgio und Civitanova Marche durchfahren wurden. Kurz darauf begann die Straße auf der SP27 erstmals anzusteigen und führte über Civitanova Alta nach Montecosaro, wo jedoch keine Bergwertung abgenommen wurde. Über Montelupone ging es weiter nach Recanati, wo am Ende einer kurzen Steigung bei Kilometer 77,5 der erste Zwischensprint ausgefahren wurde. Die erste von vier Bergwertungen der 4. Kategorie wurde bei Kilometer 93,2 in Osimo (200 m) abgenommen, wobei Castelfidardo als Ausgangsort des Anstiegs diente. Nach 126,8 Kilometern erfolgte die zweite Bergwertung in Monsano (220 m), ehe die weiteren in Ostra (188 m) und La Croce (212 m) bei den Kilometermarken 138,4 und 150,6 folgten. Bei der Auffahrt zur Bergwertung in La Croce wurde zudem in Ripe ein Zwischensprint bei Kilometer 147,8 ausgefahren. Obwohl auf den letzten rund 50 Kilometern keine weiteren Bergwertungen ausgefahren wurden, blieb das Terrain weiter hügelig. 31,6 Kilometer vor dem Ziel wurde in Mondolfo am Ende einer kurzen Steigung der dritte Zwischensprint ausgefahren. Über San Costanzo ging es im Anschluss bis kurz vor Fano, ehe die Fahrer Links nach Cuccurano abbogen. Hier begann rund 10 Kilometer vor dem Ziel mit dem Monte Giove der letzte Anstieg des Tages. Die Auffahrt erfolgte über die schmale Via Patuccia, die Rampen von bis 20 % aufwies. Auf dem weiteren Weg in Richtung des Eremo di Monte Giove flachte die Straße jedoch ab, wodurch die durchschnittliche Steigung auf einer Länge von 2,6 Kilometern nur bei 5 % lag. Die anschließende Abfahrt führte nach Centinarola, von wo aus die letzte 6,5 Kilometer flach zum Ziel führten. In Fano führte die Strecke bis zur Küstenstraße der Viale Adriatico, ehe das Ziel auf der SS16 nahe des Porta Maggiore erreicht wurde.
|                            | Ort                             | Kilometer | Länge (km) | Höhe (m) | Ø Steigung | max. Steigung |
| -------------------------- | ------------------------------- | --------- | ---------- | -------- | ---------- | ------------- |
| neutralisierter Start      | Martinsicuro (Lungomare Europa) | −1,6      |            |          |            |               |
| offizieller Start          | Martinsicuro (Via Roma)         | 0         |            |          |            |               |
| Zwischensprint (S)         | Recanati                        | 77,5      |            |          |            |               |
| Bergwertung (4. Kategorie) | Osimo                           | 93,2      | 7          | 200      | 2,3 %      |               |
| Bergwertung (4. Kategorie) | Monsano                         | 126,8     | 4,2        | 220      | 4 %        |               |
| Bergwertung (4. Kategorie) | Ostra                           | 138,4     | 1          | 188      | 8,8 %      |               |
| Zwischensprint (I)         | Ripe                            | 147,8     |            |          |            |               |
| Bergwertung (4. Kategorie) | La Croce                        | 150,6     | 5,4        | 212      | 3,1 %      |               |
| Zwischensprint (S)         | Mondolfo                        | 161,4     |            |          |            |               |
| Ziel                       | Francavilla al Mare             | 193       |            |          |            |               |

## Rennverlauf
Mit Fabio Jakobsen (dsm-firmenich PostNL) ging ein Fahrer nicht an den Start der 12. Etappe. Auf den ersten 50 flachen Kilometern kam es immer wieder zu Angriffen, wobei sich zunächst keine Gruppe entscheidend absetzen konnte. Im Anstieg nach Montecosaro setzten sich drei Gruppen vom Hauptfeld ab, die sich nach rund 80 Kilometern zu einer 38 Fahrer umfassenden Spitzengruppe zusammenschlossen. In dieser waren folgende Mannschaften (geordnet nach dem bestplatzierten Fahrer in der Gesamtwertung sortiert) vertreten: Jan Hirt, Mauri Vansevenant, Julian Alaphilippe (alle Soudal Quick-Step), Domenico Pozzovivo, Manuele Tarozzi (beide VF Group-Bardiani CSF-Faizanè), Juan Pedro López (Lidl-Trek), Davide Piganzoli, Mirco Maestri (beide Polti Kometa), Aurélien Paret-Peintre (Decathlon AG2R La Mondiale), Jhonatan Narváez, Filippo Ganna (beide Ineos Grenadiers), Lilian Calmejane, Dion Smith (beide Intermarché-Wanty), Nairo Quintana, Pelayo Sánchez (beide Movistar), Michael Valgren, Mikkel Frølich Honoré (beide EF Education-EasyPost), Attila Valter, Edoardo Affini (beide Visma-Lease a Bike), Christian Scaroni, Simone Velasco (beide Astana Qazaqstan), Kevin Vermaerke, Gijs Leemreize (beide dsm-firmenich PostNL), Rubén Fernández, Benjamin Thomas (beide Cofidis), Jasha Sütterlin (Bahrain Victorious), Alessandro Verre, Ewen Costiou (beide Arkéa-B&B Hotels), Quinten Hermans, Tobias Bayer (beide Alpecin-Deceuninck), Cyril Barthe, Laurence Pithie (beide Groupama-FDJ), Matteo Trentin, Alexander Kamp (beide Tudor), Luka Mezgec, Michael Hepburn (beide Jayco AlUla), Simon Clarke (Israel-Premier Tech), Rui Oliveira (UAE Team Emirates). Jan Hirt wies als bestplatzierter Fahrer einen Rückstand im Gesamtklassement von fünf Minuten und 57 Sekunden auf.
Noch vor dem ersten Zwischensprint in Recanati setzten sich Julian Alaphilippe und Mirco Maestri von der Spitzengruppe ab, wobei sich Letzterer die meisten Punkte sicherte. Im Anstieg von Osimo zerfiel die große Ausreißergruppe nach zahlreichen Angriffen in mehrere Gruppen. Während Julian Alaphilippe und Mirco Maestri ihren Vorsprung auf rund eine Minute ausbauen konnten, formierte sich dahinter eine neun Fahrer umfassende Verfolgergruppe, in der Jhonatan Narváez, Michael Valgren, Christian Scaroni, Quinten Hermans, Gijs Leemreize, Benjamin Thomas, Matteo Trentin, Dion Smith und Simon Clarke vertreten waren. Ursprünglich war auch Ewen Costiou ein Teil der Gruppe, der Franzose fiel jedoch wegen eines technischen Defekts zurück. Nachdem sich Mirco Maestri die Bergwertungen von Osimo und Monsano gewonnen hatte, führte Julian Alaphilippe über die Bergwertung von Ostra, da sein Begleiter in den Steigungen immer wieder Probleme bekam. Etwa 50 Kilometer vor dem Ziel wiesen die beiden jedoch immer noch einen Vorsprung von rund einer Minute auf die erste Verfolgergruppe auf. Das Hauptfeld lag zu diesem Zeitpunkt bereits sechs Minuten zurück.
Nachdem Mirco Maestri über den zweiten und dritten Zwischensprint geführt hatte und die meisten Punkte bei der Bergwertung in La Croce holte, erreichte er den nicht-kategorisierten Schlussanstieg gemeinsam mit Julian Alaphilippe. Der Vorsprung der beiden betrug 12 Kilometer vor dem Ziel 40 Sekunden. Bereits auf den ersten Rampen setzte sich Julian Alaphilippe von seinem Begleiter ab fuhr als Solist zu seinem ersten Giro-d’Italia-Etappensieg. Dahinter wurde Mirco Maestri von der Verfolgergruppe gestellt, in der sich Jonathan Narvaez und Quinten Hermans als die stärksten Fahrer erwiesen. Die beiden erreichten das Ziel mit einem Rückstand von 31 bzw. 32 Sekunden. Das Hauptfeld weis schlussendlich einen Rückstand von fünf Minuten und 25 Sekunden auf.
In der Gesamtwertung kam es zu keinen nennenswerten Veränderungen. Tadej Pogačar (UAE Team Emirates) verteidigte das Rosa Trikot und lag weiterhin zwei Minuten und 40 Sekunden vor Daniel Felipe Martínez (Bora-hansgrohe). Geraint Thomas (Ineos Grenadiers) wies als Gesamtdritter einen Rückstand von zwei Minuten und 56 Sekunden auf. Antonio Tiberi (Bahrain Victorious) verteidigte seine Führung in der Nachwuchswertung und Tadej Pogačar führte weiterhin die Bergwertung an. In der Punktewertung lag Jonathan Milan (Lidl-Trek) nach wie vor mit einem soliden Vorsprung an der Spitze. In der Mannschaftswertung verteidigte das Decathlon AG2R La Mondiale Team die erste Position. Alle 154 Starter erreichten das Ziel.

## Ergebnis
| \| Etappenergebnis \| Etappenergebnis \| Etappenergebnis \| Etappenergebnis \| Etappenergebnis \| \| Fahrer \| Fahrer \| Land \| Team \| Zeit \| \| --------------- \| ------------------ \| --------------- \| ------------------------- \| --------------- \| \| 1. \| Julian Alaphilippe \| Frankreich \| Soudal Quick-Step \| 4 h 07 min 44 s \| \| 2. \| Jhonatan Narváez \| Ecuador \| Ineos Grenadiers \| + 31 s \| \| 3. \| Quinten Hermans \| Belgien \| Alpecin-Deceuninck \| + 32 s \| \| 4. \| Michael Valgren \| Dänemark \| EF Education-EasyPost \| + 43 s \| \| 5. \| Christian Scaroni \| Italien \| Astana Qazaqstan Team \| + 43 s \| \| 6. \| Matteo Trentin \| Italien \| Tudor Pro Cycling Team \| + 1 min 30 s \| \| 7. \| Simon Clarke \| Australien \| Israel-Premier Tech \| + 1 min 30 s \| \| 8. \| Gijs Leemreize \| Niederlande \| Team dsm-firmenich PostNL \| + 1 min 30 s \| \| 9. \| Mirco Maestri \| Italien \| Team Polti Kometa \| + 1 min 30 s \| \| 10. \| Benjamin Thomas \| Frankreich \| Cofidis \| + 1 min 30 s \| |                    |             |                           |                 |
| |                    |             |                           |                 |
| Quellen: ProCyclingStats Cycling Quotient |                    |             |                           |                 |
| Etappenergebnis |                    |             |                           |                 |
| Fahrer | Fahrer             | Land        | Team                      | Zeit            |
| 1. | Julian Alaphilippe | Frankreich  | Soudal Quick-Step         | 4 h 07 min 44 s |
| 2. | Jhonatan Narváez   | Ecuador     | Ineos Grenadiers          | + 31 s          |
| 3. | Quinten Hermans    | Belgien     | Alpecin-Deceuninck        | + 32 s          |
| 4. | Michael Valgren    | Dänemark    | EF Education-EasyPost     | + 43 s          |
| 5. | Christian Scaroni  | Italien     | Astana Qazaqstan Team     | + 43 s          |
| 6. | Matteo Trentin     | Italien     | Tudor Pro Cycling Team    | + 1 min 30 s    |
| 7. | Simon Clarke       | Australien  | Israel-Premier Tech       | + 1 min 30 s    |
| 8. | Gijs Leemreize     | Niederlande | Team dsm-firmenich PostNL | + 1 min 30 s    |
| 9. | Mirco Maestri      | Italien     | Team Polti Kometa         | + 1 min 30 s    |
| 10. | Benjamin Thomas    | Frankreich  | Cofidis                   | + 1 min 30 s    |

## Gesamtstände
| \| Gesamtwertung \| Gesamtwertung \| Gesamtwertung \| Gesamtwertung \| Gesamtwertung \| \| Fahrer \| Fahrer \| Land \| Team \| Zeit \| \| ------------- \| ---------------------- \| ---------------------- \| -------------------------- \| ---------------- \| \| 1. \| Tadej Pogačar \| Slowenien \| UAE Team Emirates \| 45 h 22 min 35 s \| \| 2. \| Daniel Felipe Martínez \| Kolumbien \| Bora-Hansgrohe \| + 2 min 40 s \| \| 3. \| Geraint Thomas \| Vereinigtes Königreich \| Ineos Grenadiers \| + 2 min 56 s \| \| 4. \| Ben O’Connor \| Australien \| Decathlon-AG2R La Mondiale \| + 3 min 39 s \| \| 5. \| Antonio Tiberi \| Italien \| Bahrain Victorious \| + 4 min 27 s \| \| 6. \| Romain Bardet \| Frankreich \| Team dsm-firmenich PostNL \| + 4 min 57 s \| \| 7. \| Lorenzo Fortunato \| Italien \| Astana Qazaqstan Team \| + 5 min 19 s \| \| 8. \| Filippo Zana \| Italien \| Team Jayco AlUla \| + 5 min 23 s \| \| 9. \| Einer Rubio \| Kolumbien \| Movistar Team \| + 5 min 28 s \| \| 10. \| Thymen Arensman \| Niederlande \| Ineos Grenadiers \| + 5 min 52 s \| |                        |                        |                            |                  |
| |                        |                        |                            |                  |
| Quellen: ProCyclingStats Cycling Quotient |                        |                        |                            |                  |
| Gesamtwertung |                        |                        |                            |                  |
| Fahrer | Fahrer                 | Land                   | Team                       | Zeit             |
| 1. | Tadej Pogačar          | Slowenien              | UAE Team Emirates          | 45 h 22 min 35 s |
| 2. | Daniel Felipe Martínez | Kolumbien              | Bora-Hansgrohe             | + 2 min 40 s     |
| 3. | Geraint Thomas         | Vereinigtes Königreich | Ineos Grenadiers           | + 2 min 56 s     |
| 4. | Ben O’Connor           | Australien             | Decathlon-AG2R La Mondiale | + 3 min 39 s     |
| 5. | Antonio Tiberi         | Italien                | Bahrain Victorious         | + 4 min 27 s     |
| 6. | Romain Bardet          | Frankreich             | Team dsm-firmenich PostNL  | + 4 min 57 s     |
| 7. | Lorenzo Fortunato      | Italien                | Astana Qazaqstan Team      | + 5 min 19 s     |
| 8. | Filippo Zana           | Italien                | Team Jayco AlUla           | + 5 min 23 s     |
| 9. | Einer Rubio            | Kolumbien              | Movistar Team              | + 5 min 28 s     |
| 10. | Thymen Arensman        | Niederlande            | Ineos Grenadiers           | + 5 min 52 s     |

| Punktewertung | Punktewertung      | Punktewertung | Punktewertung                 | Punktewertung |
| Fahrer        | Fahrer             | Land          | Team                          | Punkte        |
| ------------- | ------------------ | ------------- | ----------------------------- | ------------- |
| 1.            | Jonathan Milan     | Italien       | Lidl-Trek                     | 229 P.        |
| 2.            | Kaden Groves       | Australien    | Alpecin-Deceuninck            | 166 P.        |
| 3.            | Tim Merlier        | Belgien       | Soudal Quick-Step             | 92 P.         |
| 4.            | Filippo Fiorelli   | Italien       | VF Group-Bardiani CSF-Faizanè | 78 P.         |
| 5.            | Julian Alaphilippe | Frankreich    | Soudal Quick-Step             | 74 P.         |
| 6.            | Andrea Pietrobon   | Italien       | Team Polti Kometa             | 68 P.         |
| 7.            | Jhonatan Narváez   | Ecuador       | Ineos Grenadiers              | 63 P.         |
| 8.            | Tadej Pogačar      | Slowenien     | UAE Team Emirates             | 57 P.         |
| 9.            | Benjamin Thomas    | Frankreich    | Cofidis                       | 57 P.         |
| 10.           | Michael Valgren    | Dänemark      | EF Education-EasyPost         | 52 P.         |

| Bergwertung | Bergwertung            | Bergwertung            | Bergwertung                   | Bergwertung |
| Fahrer      | Fahrer                 | Land                   | Team                          | Punkte      |
| ----------- | ---------------------- | ---------------------- | ----------------------------- | ----------- |
| 1.          | Tadej Pogačar          | Slowenien              | UAE Team Emirates             | 104 P.      |
| 2.          | Simon Geschke          | Deutschland            | Cofidis                       | 59 P.       |
| 3.          | Valentin Paret-Peintre | Frankreich             | Decathlon-AG2R La Mondiale    | 55 P.       |
| 4.          | Daniel Felipe Martínez | Kolumbien              | Bora-Hansgrohe                | 52 P.       |
| 5.          | Lilian Calmejane       | Frankreich             | Intermarché-Wanty             | 32 P.       |
| 6.          | Romain Bardet          | Frankreich             | Team dsm-firmenich PostNL     | 32 P.       |
| 7.          | Geraint Thomas         | Vereinigtes Königreich | Ineos Grenadiers              | 22 P.       |
| 8.          | Andrea Piccolo         | Italien                | EF Education-EasyPost         | 18 P.       |
| 9.          | Filippo Fiorelli       | Italien                | VF Group-Bardiani CSF-Faizanè | 18 P.       |
| 10.         | Ben O’Connor           | Australien             | Decathlon-AG2R La Mondiale    | 17 P.       |

| Nachwuchswertung | Nachwuchswertung       | Nachwuchswertung   | Nachwuchswertung           | Nachwuchswertung |
| Fahrer           | Fahrer                 | Land               | Team                       | Zeit             |
| ---------------- | ---------------------- | ------------------ | -------------------------- | ---------------- |
| 1.               | Antonio Tiberi         | Italien            | Bahrain Victorious         | 45 h 27 min 02 s |
| 2.               | Filippo Zana           | Italien            | Team Jayco AlUla           | + 56 s           |
| 3.               | Thymen Arensman        | Niederlande        | Ineos Grenadiers           | + 1 min 25 s     |
| 4.               | Alex Baudin            | Frankreich         | Decathlon-AG2R La Mondiale | + 2 min 11 s     |
| 5.               | Davide Piganzoli       | Italien            | Team Polti Kometa          | + 7 min 03 s     |
| 6.               | Giovanni Aleotti       | Italien            | Bora-Hansgrohe             | + 9 min 48 s     |
| 7.               | Valentin Paret-Peintre | Frankreich         | Decathlon-AG2R La Mondiale | + 20 min 51 s    |
| 8.               | Mauri Vansevenant      | Belgien            | Soudal Quick-Step          | + 31 min 32 s    |
| 9.               | Edoardo Zambanini      | Italien            | Bahrain Victorious         | + 37 min 29 s    |
| 10.              | Kevin Vermaerke        | Vereinigte Staaten | Team dsm-firmenich PostNL  | + 38 min 41 s    |

| Mannschaftswertung | Mannschaftswertung            | Mannschaftswertung           | Mannschaftswertung |
| Team               | Team                          | Land                         | Zeit               |
| ------------------ | ----------------------------- | ---------------------------- | ------------------ |
| 1.                 | Decathlon-AG2R La Mondiale    | Frankreich                   | 136 h 21 min 48 s  |
| 2.                 | Ineos Grenadiers              | Vereinigtes Königreich       | + 2 min 13 s       |
| 3.                 | Bora-Hansgrohe                | Deutschland                  | + 20 min 51 s      |
| 4.                 | Astana Qazaqstan Team         | Kasachstan                   | + 25 min 22 s      |
| 5.                 | UAE Team Emirates             | Vereinigte Arabische Emirate | + 27 min 10 s      |
| 6.                 | VF Group-Bardiani CSF-Faizané | Italien                      | + 40 min 21 s      |
| 7.                 | EF Education-EasyPost         | Vereinigte Staaten           | + 47 min 16 s      |
| 8.                 | Movistar Team                 | Spanien                      | + 48 min 02 s      |
| 9.                 | Bahrain Victorious            | Bahrain                      | + 48 min 29 s      |
| 10.                | Team dsm-firmenich PostNL     | Niederlande                  | + 50 min 27 s      |

## Ausgeschiedene Fahrer
- Fabio Jakobsen (Team dsm-firmenich PostNL): ging wegen Sturzfolgen von der 11. Etappe nicht an den Start[4]